# Golfo de Tehuantepec

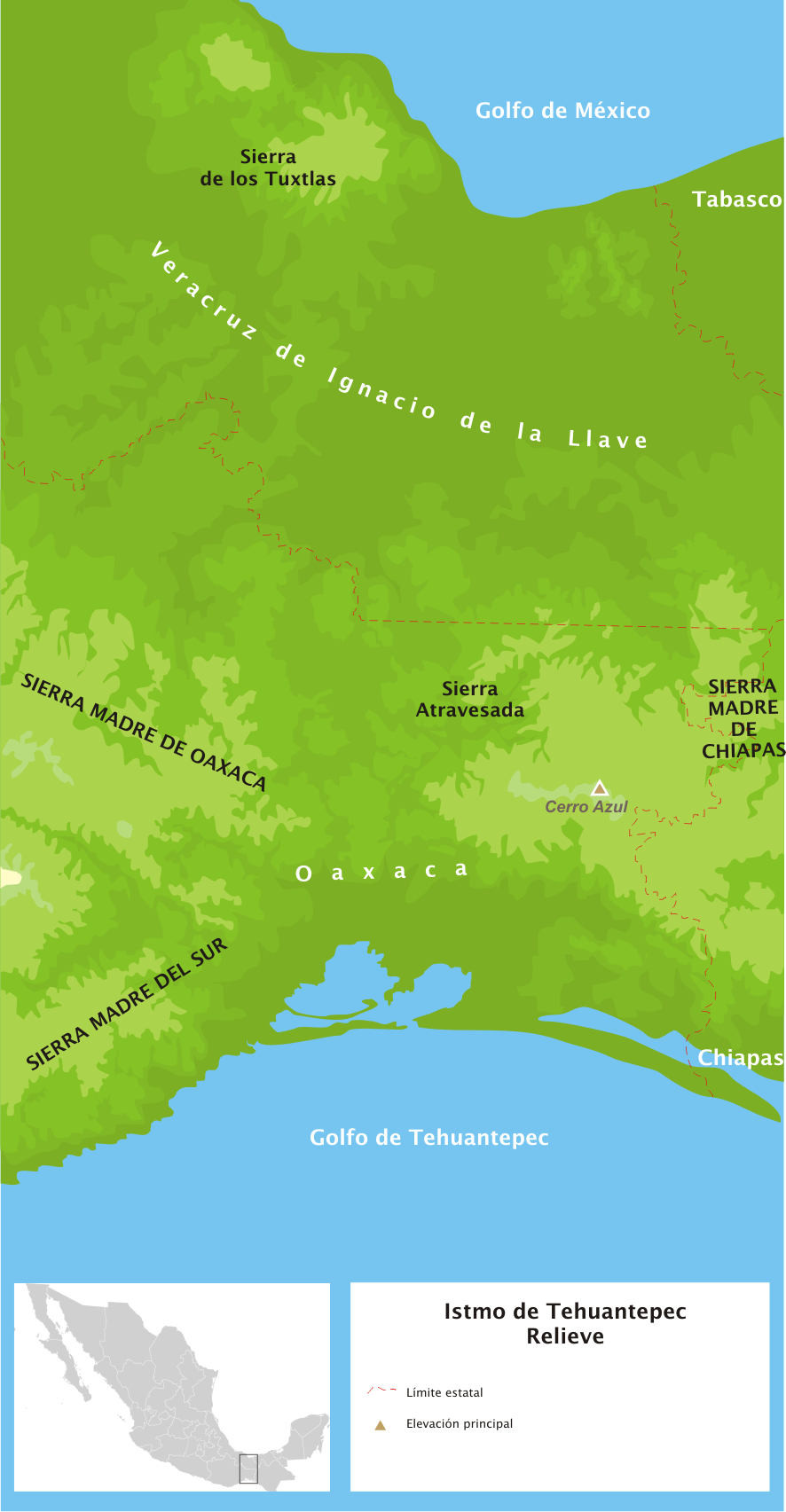
O golfo de Tehuantepec.

O golfo de Tehuantepec é uma grande massa de água ao largo da costa pacífica do istmo de Tehuantepec, no sudeste do México. A maioria dos ciclones tropicais que se formam no Pacífico oriental organizam-se aqui ou próximo. Um vento bastante forte, chamado Tehuano, sopra periodicamente sobre as águas deste golfo, induzindo um forte afloramento de águas ricas em nutrientes que mantêm uma abundante vida marinha.